# Irvingiaceae
Die Irvingiaceae sind eine Familie in der Ordnung der Malpighienartigen (Malpighiales) innerhalb der Bedecktsamigen Pflanzen (Magnoliopsida). Die vier Gattungen mit etwa zwölf Arten sind in den Tropen verbreitet. Der Name Irvingia ehrt Edward George Irving (1816–1855), einen schottischen Marine-Arzt und Pflanzensammler.

## Beschreibung

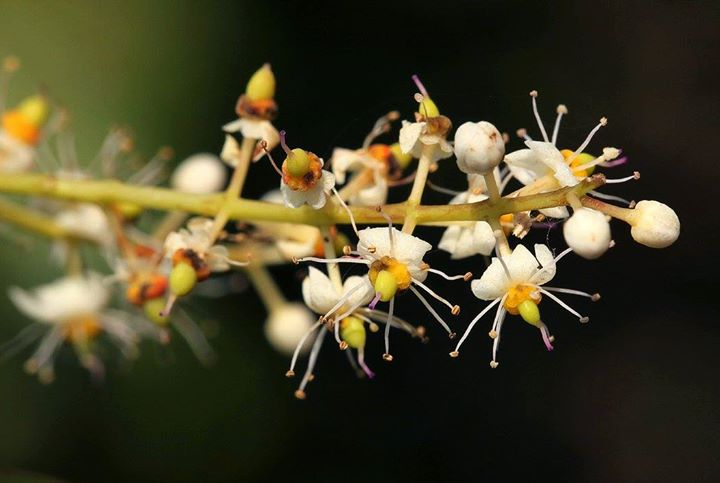
Irvingia smithii, Blütenzweig

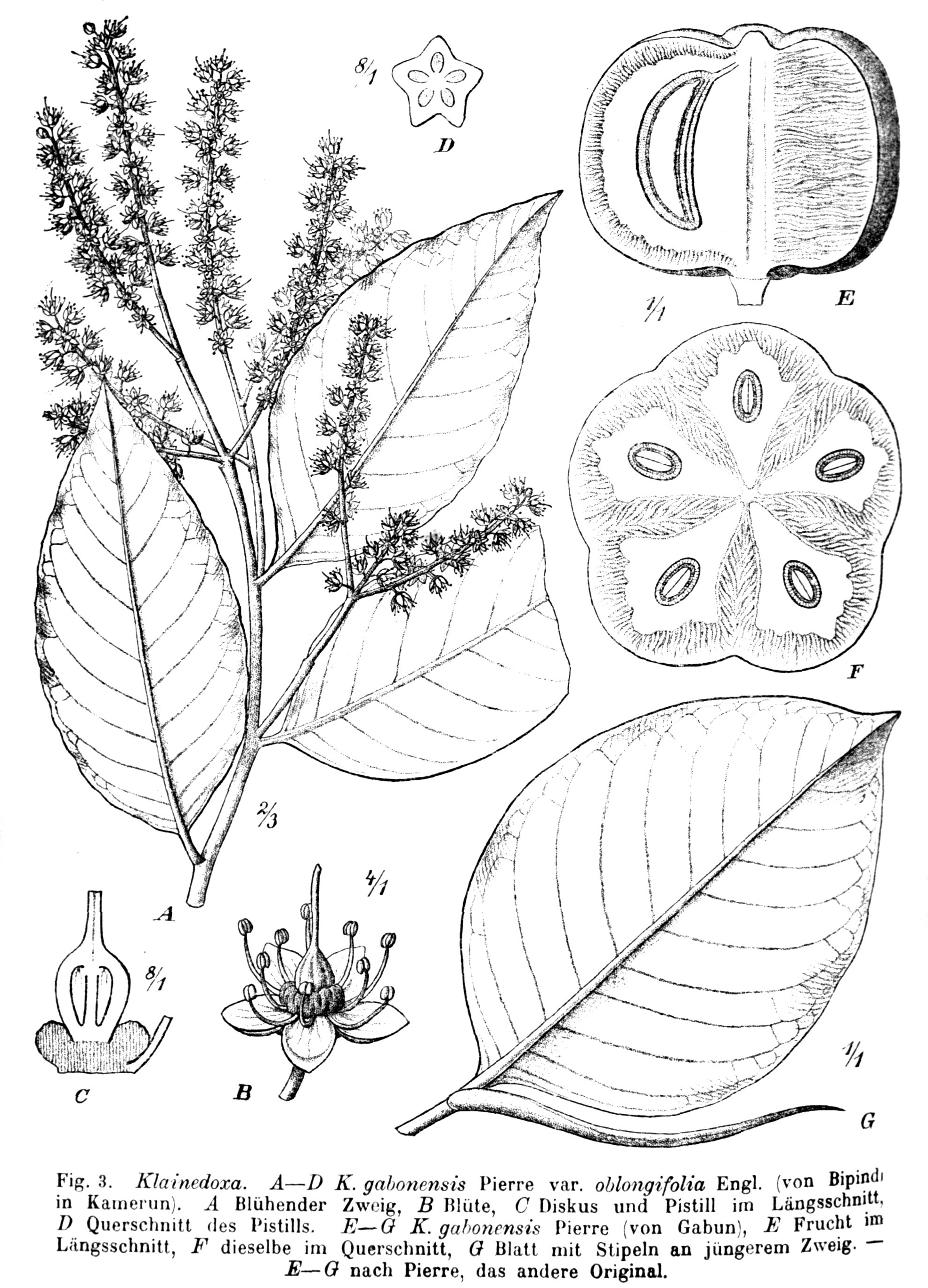
Illustration von Klainedoxa gabonensis

Die Arten der Familie Irvingiaceae sind Bäume. Die wechselständigen Laubblätter sind einfach und ledrig. Die Nebenblätter sind groß oder sehr lang.
Die kleinen Blüten sind fünfzählig. Sie haben einen deutlich erkennbaren Diskus, Kelch und Krone. Es sind selten neun, meist zehn freie Staubblätter vorhanden. Die zwei oder fünf Fruchtblätter sind verwachsen. Es wird eine Steinfrucht oder eine geflügelte Nussfrucht gebildet.

## Systematik und Verbreitung
Die Familie der Irvingiaceae wurde durch Arthur Wallis Exell und Francisco de Ascensão Mendonça aufgestellt.
Die Familie der Irvingiaceae besitzt eine paläotropische Verbreitung.
Die Familie der Irvingiaceae enthält drei Gattungen mit insgesamt zehn Arten:
- Allantospermum Forman: Sie enthält zwei Arten:
  - Allantospermum borneense Forman: Sie kommt auf der Malaiischen Halbinsel und auf Borneo vor.[3]
  - Allantospermum multicaule (Capuron) Noot.: Sie kommt in Madagaskar vor.[3]
- Desbordesia Pierre: Sie enthält nur eine Art:
  - Desbordesia insignis Pierre (Syn.: Desbordesia glaucescens (Engl.) Tiegh.): Sie ist vom südöstlichen Nigeria bis ins tropische Zentralafrika verbreitet.[3]
- Irvingia Hook.f. (Syn.: Irvingella Tiegh.): Die etwa sieben Arten sind im tropischen Afrika und in Indochina bis Malesien verbreitet[3]:
  - Irvingia excelsa Mildbr.: Westlich-zentrales tropisches Afrika.[3]
  - Irvingia gabonensis (Aubry-Lecomte ex O’Rorke) Baill.
  - Irvingia grandifolia (Engl.) Engl.: Nigeria bis westlich-zentrales tropisches Afrika.[3]
  - Irvingia malayana Oliv. ex A.W.Benn.: Indochina bis westliches Malesien.[3]
  - Irvingia robur Mildbr.: Westafrika und westlich-zentrales tropisches Afrika.[3]
  - Irvingia smithii Hook.f.: Nigeria bis Süd-Sudan und nördliches Angola.[3]
  - Irvingia tenuinucleata Tiegh.: Tropisches Westafrika bis Uganda und Angola.[3]
- Klainedoxa Pierre (Syn.: Condgiea Baill. ex Tiegh. nom. inval.): Die nur zwei Arten sind im tropischen Afrika verbreitet:
  - Klainedoxa gabonensis Pierre: Sie kommt von tropischen Westafrika bis zum Süd-Sudan und zum  nordwestlichen Sambia vor.[3]
  - Klainedoxa trillesii Pierre: Sie kommt in Westafrika und im westlich-zentralen tropischen Afrika vor.[3]

## Nutzung
Die Frucht von Irvingia barteri wird als Nahrungsmittel und zur Gewinnung von Öl genutzt. Einige Arten sind Nutzhölzer.